# Aeródromo de Oberá
Aeródromo de Oberá, (OACI: SATO) es un aeródromo público ubicado a 3 km al sur de la ciudad de Oberá, Misiones, Argentina.